# Château-Verdun
 Château-Verdun  là một xã ở tỉnh Ariège, thuộc vùng Occitanie ở phía tây nam nước Pháp.